# زبراشین
زبراشین (به لاتین: Zbrašín) یک منطقهٔ مسکونی در جمهوری چک است که در شهرستان لوونی واقع شده‌است. زبراشین ۱۲٫۷۵ کیلومتر مربع مساحت و ۲۹۵ نفر جمعیت دارد و ۳۰۳ متر بالاتر از سطح دریا واقع شده‌است.